# Pierre Pyrard
Pour les articles homonymes, voir Pyrard.
Pierre Pyrard, cousin germain de François Pyrard, né à Laval en 1581, mort à Pau, le 3 avril 1667, est un théologien, jésuite et philosophe français.

## Biographie
Fils de Pierre Pyrard, apothicaire et de Suzanne Journée, entre lesquels eut lieu, pour mauvais ménage du mari, séparation de biens. Jean Journée, sieur de Vauraimbault, père de Suzanne Journée, racheta plusieurs fois les biens aliénés par son gendre ; il en mit quelques-uns en 1601 sur la tête de son petit-fils, alors étudiant à l'Université de Toulouse, et qui, le 20 août de l'année suivante, entrait chez les Jésuites.
Il y enseigna la grammaire, la philosophie dix ans, et la théologie, neuf ans, fut recteur de Pau, deux fois de Limoges, cinq ans socius du provincial, représenta sa province à la neuvième assemblée générale de la Compagnie de Jésus à Rome.

## Publications
Il professait la philosophie à Bordeaux en 1615, quand il publia à Saintes : La Conférence advenue au bourg de Baigne en présence d'une et d'autre religion, entre le sieur Welsch, pasteur de l'église de Jarnac, et le sieur Pyrard, jésuite, prédicateur et professeur de philosophie à Bordeaux. Une réédition eut lieu à Bordeaux l'année suivante sous le titre : Responce au ministre de Jarnac.

## Source
« Pierre Pyrard », dans Alphonse-Victor Angot et Ferdinand Gaugain, Dictionnaire historique, topographique et biographique de la Mayenne, Laval, A. Goupil, 1900-1910 [détail des éditions] (BNF 34106789, présentation en ligne)